# Wodonga
Wodonga es una ciudad ubicada en el estado de Victoria, en Australia. Tiene una población estimada, en 2020, de 27 106 habitantes.
Ocupa un área de 278,8 km².
Está situada en la frontera con Nueva Gales del Sur, frente a la ciudad de Albury, y se encuentra a 300 km al noreste de Melbourne.
Pertenece al Área de Gobierno Local de Ciudad de Wodonga (City of Wodonga). Se encuentra sobre la orilla izquierda del río Murray, un afluente del Darling, que la separa de Nueva Gales del Sur.

## Historia

Mapa de la cuenca del río Darling, en el que aparece Wodonga, sobre la orilla izquierda del río Murray.

Fundada en 1852 como un puesto de aduanas junto con la ciudad gemela de Albury al otro lado del río Murray, este pueblo fue creciendo como consecuencia de la apertura del primer puente sobre el río Murray en 1860. Originalmente nombrada Wodonga, su nombre fue cambiado a Belvoir antes de que fuera rebautizada como Wodonga. La primera oficina de correos abrió el 1 de junio de 1856, aunque se conoció como Belvoir hasta el 26 de julio de 1869.
La proximidad de Wodonga a Albury ha estimulado varios esfuerzos para crear un gobierno municipal conjunto (véase Albury-Wodonga).

## Clima
Su temperatura máxima es de 22 °C y la mínima de 9 °C. Las precipitaciones medias anuales son de 714,9 mm.

## Industria
Las principales industrias secundarias son un importante centro logístico de distribución (Logic), un mercado de ganado, una fábrica de cajas de cartón (VISY), un matadero y una fundición (Bradken Limited), así como una variedad de otras empresas de menor tamaño. Alberga la sede australiana de la empresa Mars, Incorporated. También sirve como un punto central para la prestación de servicios públicos de la región circundante.
Wodonga es el sitio de una base militar de logística y un centro de formación técnica del ejército australiano, el cuartel Latchford (Latchford Barracks). Es también la sede de un campus de la Universidad La Trobe y del Instituto Wodonga de TAFE.

## Transporte
Wodonga está conectada por vías férreas a Melbourne y Sídney. Las líneas de ferrocarril pasaban por el centro de la ciudad pero fueron desplazadas recientemente hacia el norte, donde se construyó una nueva estación de ferrocarril. La nueva línea fue inaugurada oficialmente a finales de 2010.
La ciudad está en el cruce de la autopista Hume (la principal ruta de Melbourne a Sídney) con la autopista del Valle del Murray (que sigue el margen izquierdo del río Murray).
El transporte público está a cargo de Dyson Group, el cual proporciona varias rutas, tanto dentro de Wodonga como hacia Albury. Los servicios de autobús son en general muy poco frecuentes y el uso del transporte público en Wodonga es muy bajo. También hay buses que prestan servicios de larga distancia.
La ciudad cuenta con carriles bici que unen las ciudades de Wodonga y Albury.